# Phillip Walsh
Pour les articles homonymes, voir Walsh.
Pour les autres membres de la famille, voir Famille Walsh.
Phillip Walsh, né le 12 août 1666 à Dublin (Irlande), mort en septembre 1708 à Massali (Madagascar) de la fièvre jaune, est un négociant et capitaine corsaire d'origine irlandaise, réfugié jacobite en France à Saint-Malo.

## Biographie

### Origines
Phillip Walsh est issu de la famille Walsh de Ballynacooly, du comté de Kilkenny en Irlande. Il est le fils de James Walsh (?-1683), capitaine de vaisseau, et de Margaret Walsh (de Carrickmines). Les Walsh sont des Cambro-Normands.
Dans le courant du XVIIIe siècle, ses descendants ont produit une généalogie acceptée par Chérin, établissant leur noblesse d'extraction. La famille originaire du Pays de Galles, se serait établie en Irlande au XIIe siècle.

### Carrière
Phillip Walsh émigre en France avec son père, à la suite de Jacques II, roi d'Angleterre renversé en 1688 après le traité de Limerick (1691). 
Il s'établit à Saint-Malo vers 1695 et s'affirme comme l'un des bons capitaines corsaires de sa génération. Il commande des navires armés pour pratiquer la « petite course » dans les eaux des îles britanniques.
De 1691 à 1708, il commande 11 navires malouins, dont 6 corsaires. L'histoire signale ses exploits dans l'Océan Indien avec le Rubis (56 canons) et le Diligent (50 canons) pendant la guerre de Succession d'Espagne.
En 1707, il est recruté par Beauvais Le Fer pour commander le vaisseau le Curieux pour la première expédition de Moka de la compagnie des Indes orientales. Il part de Brest le 6 janvier, fait une longue escale à Cadix, avant de contourner l'Afrique et de faire route vers Moka, au Yémen, comptoir alors hollandais. Moka est alors une ville de 10 000 habitants, le principal marché de la côte d'Arabie en ce qui concerne le négoce du café. En chemin, il capture l'indiaman hollandais le Vainqueur près de l'île d'Ascension, fait escale à Mahajanga sur Madagascar  où il meurt le 11 septembre 1708 de la fièvre jaune, sans être allé au bout de l'expédition.

### Famille
De son mariage en 1695 avec Anne White (1675-1727), elle aussi d'origine irlandaise, naissent plusieurs enfants.
L'aînée est Marie Anne (née en 1695), suivie par Jean (1697) et Hélène (1699-1732). 
Le 4e, Patrice Marc (1701-1790), est à l'origine des Walsh de Chassenon. Il débute à Saint-Malo dans le commerce morutier, puis se fixe à Morlaix, où il pratique le commerce avec les Antilles et la Louisiane, avec une flottille de trois à quatre navires dont l'un commandé par son frère Philippe. En 1728, il épouse à Morlaix Marie-Anne Crainisborough (1708-1743), qui lui donne quatre enfants. Parmi eux, Antoine Anthime part vivre à Saint-Domingue.
Le 5e est Antoine Vincent, généralement appelé Antoine Walsh (1703-1763), qui est fait comte Walsh (donc Lord) par le prétendant jacobite au trône d'Angleterre et d'Irlande. Grand armateur négrier de Nantes vers 1750, il est le fondateur de la Société d'Angola. En 1741, il épouse Mary O'Shiell, fille d'un autre armateur notable de la communauté des Irlandais de Nantes.
Le 6e, François Jacques (1704-1782), est à l'origine des Walsh de Serrant. Il est armateur à Nantes, associé à un Malouin, Étienne Meslé de Grand-Clos, grand-père de Pierre-Jacques Meslé de Grandclos, qui, dans les années 1760, est le premier armateur et premier négrier de Saint-Malo, mais aussi aux affaires de son frère Antoine.
Le 7e, Philippe (né en 1706) est capitaine de navire, puis négociant à Cadix, ville espagnole où séjournent régulièrement des émigrés irlandais en France, notamment malouins, mais aussi nantais.
Les liens entre les trois principales familles Walsh sont étroits et renforcés par des intermariages aux générations 3 et 4 : Antoine Jean-Baptiste Paulyn Walsh, fils d'Antoine, et Marie Josèphe Dorothée Walsh de Serrant dans les années 1770 ; Jean-Baptiste Walsh (fils du précédent) et Dorothée Agathe Walsh de Chassenon en 1791.